# Hello world-program
Hello, World! er et simpelt computerprogram, der demonstrerer nogle af de basale elementer i et programmeringssprog. Det eneste, programmet gør, er at udskrive på skærmen teksten "Hello, World!", og programmet er ofte det første, en programmør skriver, når han/hun er ved at lære et nyt sprog.
Fra programmeringens spæde begyndelse har der altid eksisteret små programmer, som nye programmører har prøvet at skrive for at komme i gang med det aktuelle sprog. Brugen af "Hello, World!" er blevet indarbejdet med Kernighan og Ritchies klassiske bog The C Programming Language (1974), hvor programmet er det første eksempel på et program skrevet i sproget C. Udskriften i denne bog var "hello, world" (uden store bogstaver) og stammer fra Kernighans interne skrift til brug på Bell Laboratories fra samme år.
Hvis det lykkes at skrive et "Hello, world"-program og få det til at virke, er der mange ting, der er på plads:
- Syntaksen i programmet er korrekt.
- Compileren virker.
- Linkeren virker.
- Det er muligt at programmere mod ydre enheder, f.eks. en skærm.

Betegnelsen "Hello, world!" bruges også generelt om testprogrammer, der viser, at et system eller en programmeringsteknik kan bruges. Et "Hello, world!"-program i denne betydning kan for eksempel læse "Hello, world!" fra en database og dermed vise, at den virker.

## Eksempler

### Ada
```
 
with
 
TEXT_IO
;

 
 
procedure
 
HELLO
 
is

 
begin

    
TEXT_IO
.
PUT_LINE
 
(
"Hello, World!"
);

 
end
 
HELLO
;

```

### Algol
```
'BEGIN'
    OUTSTRING(2,'('Hello, world!')');
 'END'
```

### APL
```
'Hello, world!'
```

### BASIC
```
 
10
 
PRINT
 
"Hello world!"

 
20
 
END

```

### C
```
 
#include
 
<stdio.h>

 
#include
 
<stdlib.h>

 

 
int
 
main
(
int
 
argc
,
 
char
 
**
argv
)

 
{

        
(
void
)
 
argc
;

        
(
void
)
 
argv
;

        

        
printf
(
"Hello world!
\n
"
);

        

        
return
 
EXIT_SUCCESS
;

 
}

```

### C#
```
using
 
System
;

 

class
 
Program

{

   
static
 
void
 
Main
()

   
{

       
Console
.
WriteLine
(
"Hello world!"
);

   
}

}

```

### C++
```
 
#include
 
<iostream>

 

 
int
 
main
()

 
{

        
std
::
cout
 
<<
 
"Hello world!"
 
<<
 
std
::
endl
;

        
return
 
0
;

 
}

```

### CIL
```
.assembly Hello{}
.assembly extern mscorlib {}
.method static void Main()
{
    .entrypoint
    .maxstack 1
    ldstr "Hello, world!"
    call void [mscorlib]System.Console::WriteLine(string)
    call string[mscorlib]System.Console::ReadLine()
    pop
    ret
}
```

### COBOL
```
 IDENT
IFICATION
 
DIVISION
.

 PROGR
AM-ID
.
     
HELLO-WORLD
.

 

 ENVIR
ONMENT
 
DIVISION
.

 

 DATA 
DIVISION
.

 

 PROCE
DURE
 
DIVISION
.

 DISPL
AY
 
"Hello, world!"
.

 STOP 
RUN
.

```

### Eiffel
```
 
class
 
HELLO_WORLD

 

 
creation

     
make

 
feature

     
make
 
is

     
local

             
io
:
BASIC_IO

     
do

             
!!
io

             
io
.
put_string
(
"%N Hello, world!"
)

     
end
 
-- make

 
end
 
-- class HELLO_WORLD

```

### FORTRAN
```
    
PROGRAM 
HELLO

      
PRINT
 
*
,
 
'Hello, world!'

    
END

```

### Go
```
import
 
"fmt"

func
 
main
()
 
{

    
fmt
.
Printf
(
"Hello, World!"
)

}

```

### Java
```
 
public
 
class
 
HelloWorld
 
{

      
public
 
static
 
void
 
main
(
String
[]
 
args
)
 
{

           
System
.
out
.
println
(
"Hello, world!"
);

      
}

 
}

```

### Modula-2
```
 
MODULE
 
Hello
;

 
 
FROM
 
InOut
 
IMPORT
 
WriteLn
,
 
WriteString
;

 
 
BEGIN

    
WriteString
 
(
"Hello, world!"
);

    
WriteLn

 
END
 
Hello
.

```

### Pascal
```
 
program
 
hello
;

 
begin

     
writeln
(
'Hello, world!'
)

 
end
.

```

### Perl
```
print
 
"Hello world!\n"
;

```

### PL/I
```
Test: proc options(main) reorder;
  put skip edit('Hello, world!') (a);
end Test;
```

### PHP
```
<?php
   echo "Hello, world!";
?>
```

### Prolog
```
:- write('Hello world'),nl.
```

### Python
```
print
 
"Hello, World!"

```

### Python3
```
print
(
"Hello, World!"
)

```

### Seed7
```
$ include "seed7_05.s7i";

const proc: main is func
 begin
   writeln("Hello, world!");
 end func;
```

### Simula
```
BEGIN
    OutText("Hello, world!");
    OutImage;
END
```

### Smalltalk
```
Transcript show: 'Hello, world!'; cr
```

### Swift
```
print("Hello world")
```

### Visual Basic .NET
```
Class HelloWorldApp 
    Shared Sub Main() 
        System.Console.WriteLine("Hello, World!") 
    End Sub
End Class
```